# José Luiz Baccarini
José Luiz Baccarini (São João del-Rei, ? - ?, 20 de agosto de 2011) foi um político brasileiro do estado de Minas Gerais. Atuou como deputado estadual de Minas Gerais na 5ª legislatura (1963 - 1967) como suplente na Assembleia. Foi reeleito para mais três mandatos consecutivos, como titular da cadeira na Assembleia Legislativa de Minas Gerais, pelo MDB, na 6ª, 7ª
 e 8ª legislaturas
.
Foi vereador e Presidente da Câmara Municipal de São João del-Rei, além de deputado federal por duas legislaturas. Foi conselheiro e Presidente do Tribunal de Contas do Estado de Minas Gerais entre 1986 e 1996.